# Brandenburger Traktorenwerke

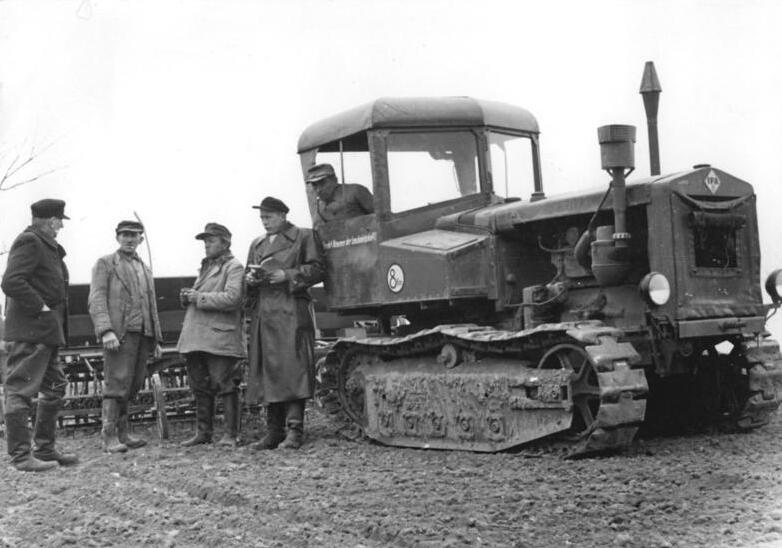
KS07 „Rübezahl“ (1954)

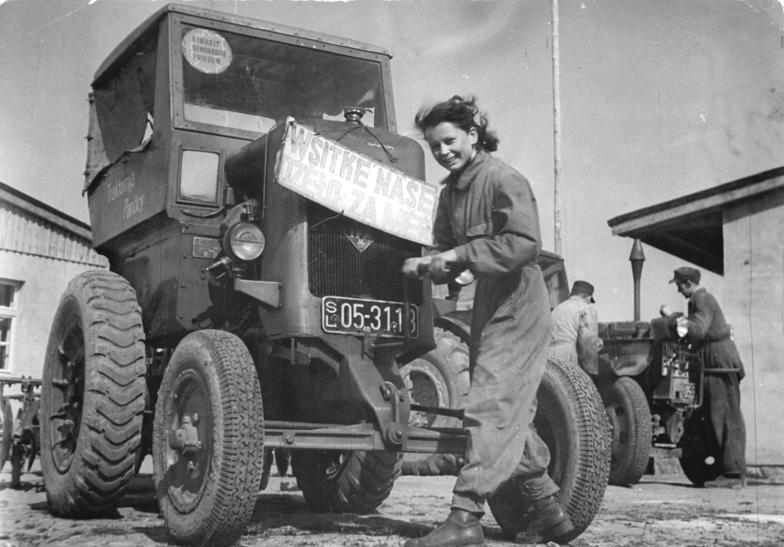
RS03 „Aktivist“ beim Anlassen (1951)

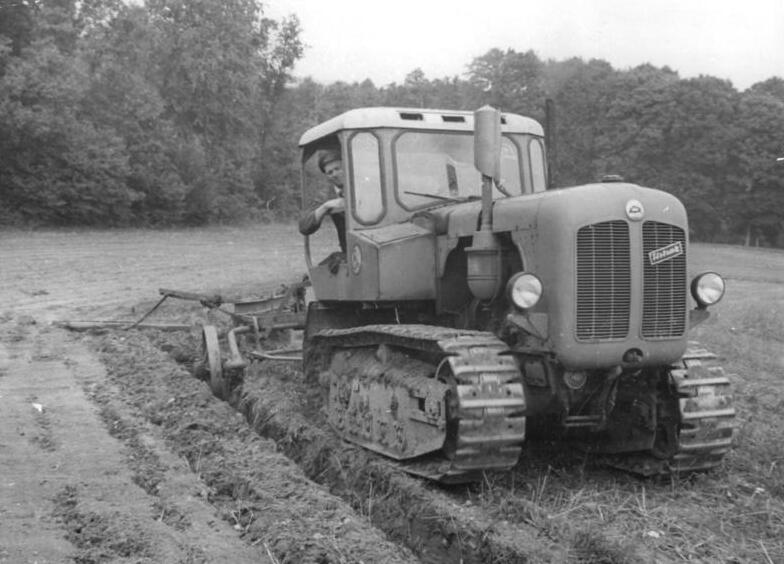
KS30 „Urtrak“ bei der Vorbereitung für die Aussaat (1956)

Die Brandenburger Traktorenwerke waren ein Landmaschinenhersteller der DDR in Brandenburg an der Havel.

## Geschichte
Am 10. August  1948 wurde auf dem Gelände der weitgehend demontierten Brennabor AG mit dem Aufbau einer Traktorenproduktion begonnen. Die Fertigung begann 1949 mit einem Radtraktor, ab 1952 folgten Kettentraktoren. 
Das Unternehmen gehörte als Volkseigener Betrieb zunächst zum zentral geleiteten Fahrzeugbau der DDR. 1956 wurde es zusammen mit den anderen Traktorenwerken der Industrieverwaltung Landmaschinenbau zugeordnet. Anfang der 1960er Jahre wurde eine Profilierung dieser Traktorenwerke auf Endfertigung (Traktorenwerk Schönebeck), Motorenfertigung (Schlepperwerk Nordhausen) und Getriebefertigung (Brandenburger Traktorenwerke) eingeleitet. 
Durch den starken Bedarfsrückgang bei Kettentraktoren ab Ende der 1950er Jahre begann diese Profilierung für die Brandenburger Traktorenwerke schon etwas früher. Bereits ab 1960 wurde die Getriebefertigung für die Famulus-Traktoren vom Schlepperwerk Nordhausen übernommen. Das Unternehmen firmierte nun als VEB Getriebewerk Brandenburg, das zusammen mit den anderen Traktorenherstellern ab 1964 wieder dem Fahrzeugbau zugeordnet war.

## Erzeugnisse
Grundlage des ersten Traktors war ein 2-Zylinder-Diesel-V-Motor mit 30 PS, der von der Firma Orenstein & Koppel Ende der 1930er Jahre entwickelt worden war. Der damit ausgestattete Traktor RS03 „Aktivist“ wurde von 1949 bis 1952 produziert.
1952 begann die  Produktion des Kettentraktors KS62 „Rübezahl“ mit 60 PS, einem Erzeugnis der FAMO-Werke, das bereits in den 1930er Jahren produziert wurde. Der Traktor erhielt 1954 die Typenbezeichnung KS07 und hatte nun 63 PS. Weiterentwicklungsmaßnahmen wurden 1954 wirksam. 
Weiterentwicklung des KS07 zum KS30 „Urtrak“ ab 1956 mit ebenfalls 63 PS. Planierraupen auf Basis des KS07 und des KS30. Letztere lief unter der Typenbezeichnung KT50.
Ab 1957 erfolgte die Produktion des im VEB Verlade- und Transportanlagenbau Leipzig entwickelten  Elektrogabelstaplers EFG 1000.